# Zwoleń (gemeente)
De gemeente Zwoleń is een stad- en landgemeente in het Poolse woiwodschap Mazovië, in powiat Zwoleński.
De zetel van de gemeente is in Zwoleń.
Op 30 juni 2004 telde de gemeente 15 243 inwoners.

## Oppervlakte gegevens
In 2002 bedroeg de totale oppervlakte van gemeente Zwoleń 161,12 km², waarvan:
- agrarisch gebied: 69%
- bossen: 24%

De gemeente beslaat 28,21% van de totale oppervlakte van de powiat.

## Demografie
Stand op 30 juni 2004:
| Omschrijving                   | Totaal | Totaal | Vrouwen | Vrouwen | Mannen | Mannen |
| ------------------------------ | ------ | ------ | ------- | ------- | ------ | ------ |
| eenheid                        | aantal | %      | aantal  | %       | aantal | %      |
| inwoners                       | 15 243 | 100    | 7805    | 51,2    | 7438   | 48,8   |
| bevolkingsdichtheid (inw./km²) | 94,6   | 94,6   | 48,4    | 48,4    | 46,2   | 46,2   |

In 2002 bedroeg het gemiddelde inkomen per inwoner 1076,02 zł.

## Administratieve plaatsen (sołectwo)
Atalin, Barycz, Filipinów, Helenówka, Jasieniec-Kolonia, Jasieniec Solecki, Jedlanka, Józefów, Karolin, Koszary, Linów, Ługi, Męciszów, Mieczysławów, Mostki, Niwki, Osiny, Paciorkowa Wola Nowa, Paciorkowa Wola Stara, Podzagajnik, Strykowice Błotne, Strykowice Górne, Strykowice Podleśne, Sycyna (sołectwo obejmuje miejscowości Sycyna Południowa, Sycyna Północna en Sycyna-Kolonia), Sydół, Wólka Szelężna, Zielonka Nowa, Zielonka Stara.

## Overige plaatsen
Barycz Stara, Barycz-Kolonia, Bożenczyzna, Celestynów, Cyganówka, Drozdów, Helenów, Karczówka, Kopaniny, Linów-Leśniczówka, Melanów, Michalin, Miodne-Gajówka, Miodne-Leśniczówka, Motorzyny-Leśniczówka, Ostrowy, Pałki, Sosnowice, Sycyna-Kolonia, Sycyna Południowa, Sycyna Północna, Szczęście, Wacławów, Zastocze.

## Aangrenzende gemeenten
Chotcza, Ciepielów, Gózd, Kazanów, Pionki, Policzna, Przyłęk, Tczów